# Pogled na grad Bentheim (Ruisdael)
Pogled na grad Bentheim (ok. 1650) je slika olje na platnu gradu Bentheim nizozemskega krajinskega slikarja Jacoba van Ruisdaela. Je primer nizozemskega slikarstva zlate dobe in je zdaj v zbirki Rijksmuseuma.
To sliko je leta 1911 dokumentiral Hofstede de Groot, ki je zapisal; »21. GRAD BENTHEIM. Sm. 16. Grad stoji v levi sredini na skalnatem vrhu hriba. Desno je dolina, po kateri teče cesta. Spredaj so skalne gmote, med katerimi teče potok, ki tvori slap, na levem bregu leži poševno čez potok razbito deblo širi se; na levi breg žene svoje ovce, polna svetlobe.
V celoti signirano desno na skali; platno, 27 palcev krat 21 palcev. Graviral W. Unger. Prodaja. G. G. Baron Taets van Amerongen, Amsterdam, 3. julij 1805, št. 35 (750 florintov, Josi). str. de Smeth van Alphen, Amsterdam, avgust 1, 1810, št. 86 (740 florinov, Coclers); obesek k št. 85. V katalogu Rijksmuseum, Amsterdam, 1910, št. 2080; tam je bilo leta 1835 (Sm., ki ga je ocenil na 350 GBP).«
Ta prizor je zelo podoben drugim slikam, ki jih je Ruisdael naredil v tem obdobju gradu Bentheima in te so pogosto prikazovale grad na visokem hribu, čeprav je v resnici le nekoliko dvignjen nad okoliško ravnico.
- Mauritshuis
- National Gallery of Ireland
- Guildhall Art Gallery

Malo je znanega o Ruisdaelovem potovanju v Bentheim. Špekulira se, da se je odpravil na veliko turnejo, kot so to storili mnogi njegovi sodobniki, vendar so se večinoma zanimali za potovanje v Italijo in so se odpravili proti jugu, ne proti vzhodu, kot je storil Ruisdael. Viri ne vedo, zakaj je umetnik odpotoval v Bentheim, da bi ga naslikal. Bentheim je majhno nemško mesto blizu nizozemske meje približno 26 kilometrov za Ootmarsumom, mestom, ki ga je naslikal Ruisdael, in meji na mesto Schüttorf, ki ga je Ruisdael skiciral z druge strani reke Vechte. V tistih časih so prebivalci Haarlema in Amsterdama pogosteje potovali peš ali s trekschuitom kot s konji in vozom. Ruisdaelove slike prav tako pogosto prikazujejo ljudi, ki hodijo po peščenih poteh ali potujejo v čolnih, vendar le kolovozi na njegovih slikah prikazujejo promet drugih oblik prevoza. Če je potoval proti vzhodu s čolnom, bi to lahko pojasnilo, zakaj je naredil toliko skic vodnih mlinov in zapornic. Špekuliralo se je, da je Ruisdael spremljal ekspedicijo za pridobitev peščenjaka Bentheimer za gradnjo nove amsterdamske mestne hiše, ambicioznega projekta župana Nicolaesa Tulpa, ki je zaposloval številne umetnike, vključno z arhitektom iz Haarlema Jacobom van Campenom kot mojstrom. Bentheimski peščenjak je bil priljubljen izdelek, ki so ga uporabljali za gradnjo kanalskih dvorcev ob novih amsterdamskih kanalih. V Haarlemu je fasada hiše Pieterja Teylerja van der Hulsta obložena s peščenjakom iz Bentheima, in čeprav je bilo to verjetno narejeno pozneje v 1740-ih, kaže, kako je priljubljenost tega materiala zasenčila uporabo kamna Namur iz Belgije, materiala uporabljen prej v 17. stoletju za oblaganje Waaga v Haarlemu, ki je nekaj vrat navzdol od Teylerjeve hiše. Vendar pa je prav tako povsem verjetno, da je bil Ruisdael povabljen na grad, da ga poslika, vendar je malo znanega o umetniški zbirki v gradu v tistem času.
Ruisdael je bil celo v skušnjavi, da bi naredil dramatično obsežno različico gradu, ki jo je skoraj v zrcalni podobi posnel Haarlemov sodobnik Nicolaes Berchem, ki ga je Ruisdaelov biograf Arnold Houbraken imenoval njegov veliki prijatelj. Domneva se, da sta umetnika potovala skupaj, vendar razen datiranih umetniških del ni ohranjenih nobenih arhivskih dokazov, ki bi to potrdili.